# يوسف زيتونة
يوسف سلوان زيتونة هو لاعب كرة قدم عراقي-مكسيكي محترف، من مواليد ( 10 مارس 1999) يلعب في نادي كانساس كاستريوتي.

## روابط خارجية
- يوسف زيتونة على موقع قاعدة بيانات كرة القدم.إي يو (الإنجليزية)